# Římskokatolická farnost Vlkoš u Kyjova
Římskokatolická farnost Vlkoš u Kyjova je územní společenství římských katolíků s farním kostelem Nanebevzetí Panny Marie v děkanátu Kyjov.  Na území farnosti žilo v roce 2016 ve třech obcích přes 1 800 obyvatel.

## Historie farnosti
O obci Vlkoš se poprvé zmiňuje listina sepsaná v Čejkovicích dne 18. října 1248. Z tohoto roku pochází první zmínka o sloužení mše ve „zpustošeném kostele“. Další zmínka je z roku 1397, kdy se stal feudál Hynek z Ronova jeho patronem. Panuje domněnka, že to bylo při postavení nového dřevěného kostela. O dalším osudu kostela existují pouze dohady. V roce 1759 nastoupil do Vlkoše milotický kaplan Tomáš Fiala, který měl za úkol postavit nový kostel. Stávající kostel byl tedy rozebrán a v roce 1773 byly postaveny základy nového kostela. Ten byl postaven na místě starého a zřícením hrozícího kostela. Největší část nákladů uhradil ze svého Ludvík Serényi, který byl tehdy proboštem v Olomouci. Dal se proto po své smrti v roce 1780 pohřbít v hrobce pod kostelem. Za druhé světové války byl kostel těžce poškozen (56 zásahů).

## Duchovní správci
Administrátorem excurrendo byl od 30. července 2014 R. D. Mgr. Jan Liška.  Toho od července 2019 vystřídal R. D. Mgr. Josef Zelinka.

## Bohoslužby
| Kostel                  | Místo | Bohoslužba (den) | Hodina     | Poznámka     |
| ----------------------- | ----- | ---------------- | ---------- | ------------ |
| Nanebevzetí Panny Marie | Vlkoš | neděle čtvrtek   | 9:00 18.00 | farní kostel |

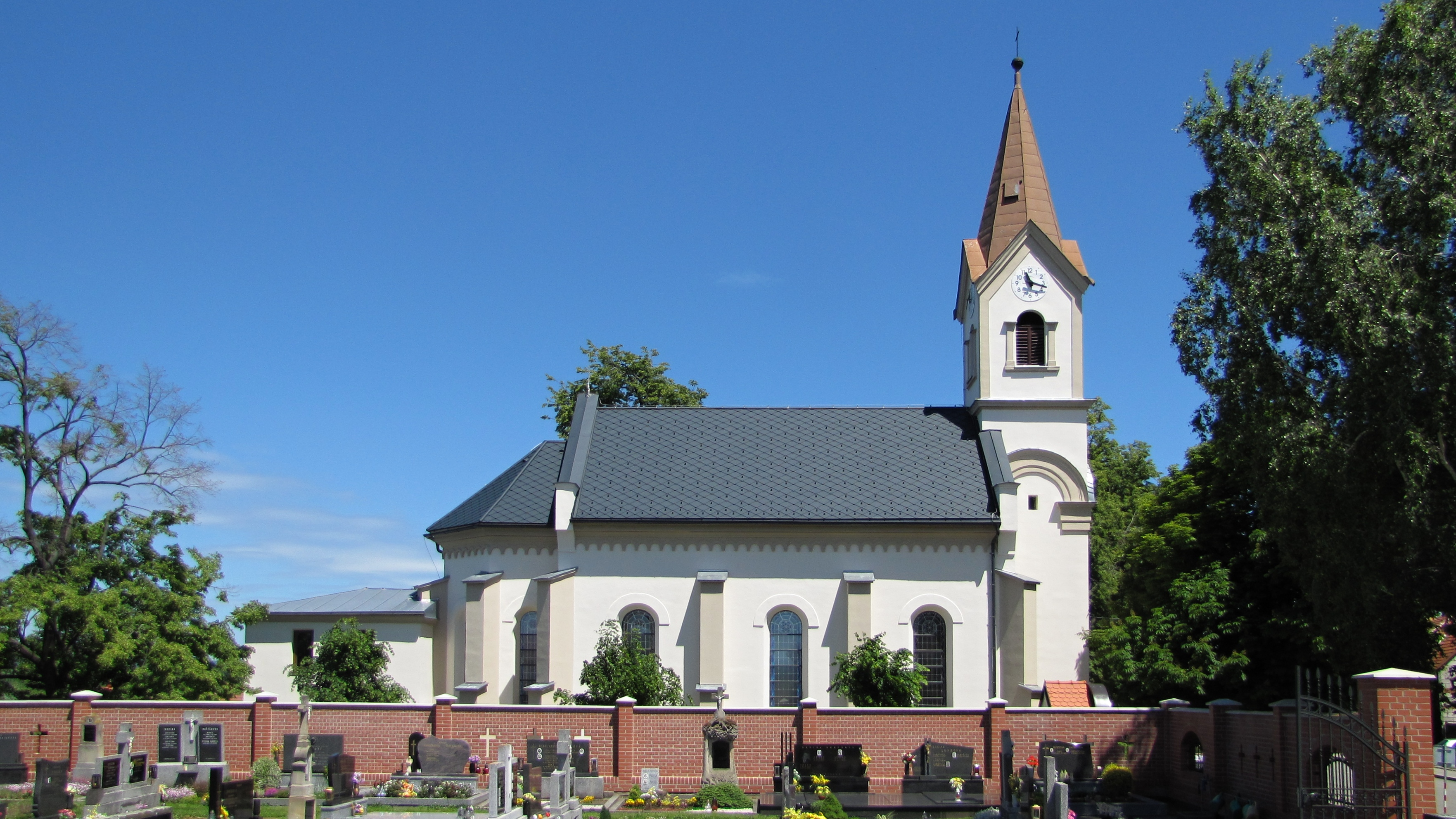
Kostel sv. Floriána ve Skoronicích
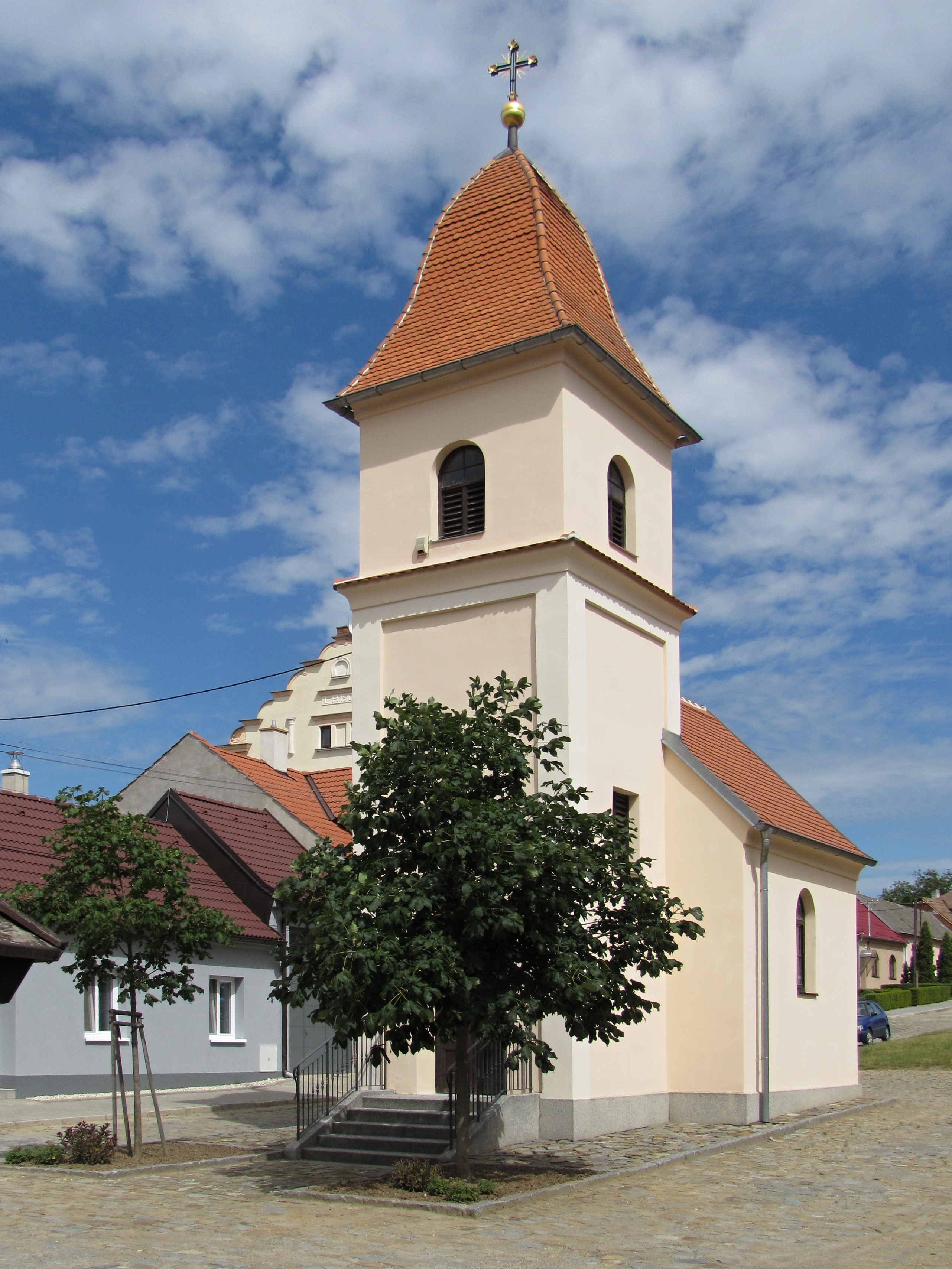
Kaple Navštívení Panny Marie v Kelčanech

## Aktivity ve farnosti
Na území farnosti se pravidelně koná Tříkrálová sbírka. V roce 2016 se při ní vybralo ve Vlkoši 32 957 korun, v Kelčanech 3 230 korun a ve Skoronicích 19 872 korun.
Farnost se pravidelně zapojuje do akce Noc kostelů.
V listopadu 2018 ve farnosti uděloval svátost biřmování biskup Josef Nuzík. 